# シディ・ベル・アッベス

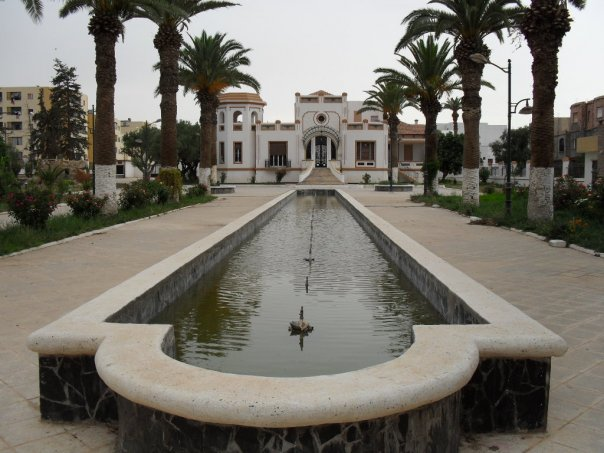
Ecole des beaux arts in Sidi Bel Abbès

シディ・ベル・アッベス、あるいはシディベルアベス (アラビア語: سيدي بلعباس)はアルジェリアのシディ・ベル・アッベス県 の県都。2008年の人口は約21.3万人。名はこの地に埋葬されたイスラム教指導者のSidi bel Abbassに因む。
ワインや園芸作物が取引される。かつては4つの門を持つ壁に囲まれ、大学が有った。地中海から75km離れている。

## 歴史
11世紀、 ナイル川と紅海の間に住むシディ・ベル・アッベス率いるバヌーヒラル族が、チュニジアやトリポリタニア(リビア北西部)、Constantinois(アルジェリア東部)に入植した。
1843年、フランスがWadi Mékerra川沿いに現在の都市の原型のキャンプを設置した。
1849年、計画的農業都市がキャンプの周りに設置された。
1890年には人口は3万人を越え、スペイン人も住んでいた。 Vienot地区(フランス軍地区)には訓練場やアルジェリア国立警察が置かれた。
1930年代に城壁は取り除かれた。広いブールバールや街区が造られ、かつての特徴が失われた。
1962年まで、この都市には訓練場と第1外人連隊司令部が置かれ、フランス外人部隊と繋がりが深かった。

## 気候
| シディ・ベル・アッベスの気候 | シディ・ベル・アッベスの気候 | シディ・ベル・アッベスの気候 | シディ・ベル・アッベスの気候 | シディ・ベル・アッベスの気候 | シディ・ベル・アッベスの気候 | シディ・ベル・アッベスの気候 | シディ・ベル・アッベスの気候 | シディ・ベル・アッベスの気候 | シディ・ベル・アッベスの気候 | シディ・ベル・アッベスの気候 | シディ・ベル・アッベスの気候 | シディ・ベル・アッベスの気候 | シディ・ベル・アッベスの気候 |
| 月                           | 1月                          | 2月                          | 3月                          | 4月                          | 5月                          | 6月                          | 7月                          | 8月                          | 9月                          | 10月                         | 11月                         | 12月                         | 年                           |
| ---------------------------- | ---------------------------- | ---------------------------- | ---------------------------- | ---------------------------- | ---------------------------- | ---------------------------- | ---------------------------- | ---------------------------- | ---------------------------- | ---------------------------- | ---------------------------- | ---------------------------- | ---------------------------- |
| 平均最高気温 °C （°F）       | 14 (57)                      | 15 (59)                      | 18 (64)                      | 20 (68)                      | 24 (75)                      | 29 (84)                      | 34 (93)                      | 35 (95)                      | 30 (86)                      | 24 (75)                      | 18 (64)                      | 14 (57)                      | 22.9 (73.1)                  |
| 平均最低気温 °C （°F）       | 1 (33)                       | 2 (35)                       | 4 (39)                       | 6 (42)                       | 8 (46)                       | 12 (53)                      | 15 (59)                      | 15 (59)                      | 13 (55)                      | 9 (48)                       | 6 (42)                       | 2 (35)                       | 7.8 (45.5)                   |
| 降水量 mm （inch）           | 61 (2.4)                     | 48 (1.9)                     | 46 (1.8)                     | 41 (1.6)                     | 38 (1.5)                     | 10 (0.4)                     | 3 (0.1)                      | 5 (0.2)                      | 15 (0.6)                     | 38 (1.5)                     | 43 (1.7)                     | 64 (2.5)                     | 412 (16.2)                   |
| 出典：Weatherbase            |                              |                              |                              |                              |                              |                              |                              |                              |                              |                              |                              |                              |                              |

## 交通
シディ・ベル・アッベスは鉄道や道路で国内の都市に繋がっている。オランは70km北に、トレムセンは90km西に位置する。
最寄りの国際空港はオラン・エス・セニア空港である。市内に国内用のシディ・ベル・アッベス空港がある。
(IATA: BFW, ICAO: DAOS).

## 著名人
- ガストン・ジュリア (Gaston Maurice Julia)(1893年 - 1978年)：数学者。ジュリア集合。
- マルセル・セルダン( Marcel Cerdan)(1916年 - 1949年)：ボクシング。元世界ミドル級王者。1949年エールフランスロッキード コンステレーション墜落事故で死亡。
- カド・メラッド( Kad Merad)](1964年 - )：俳優。ある朝突然、スーパースター。